# Mann Mobilia
Cet article concerne l'entreprise allemande d'ameublement. Pour l'entreprise marocaine de mobilier, voir Mobilia.
Mann Mobilia est une entreprise d'ameublement allemande.

## Histoire
Le premier magasin ouvre sous le nom de Möbel Mann en 1950 à Karlsruhe, avec près de 500 m2 de surface de vente. En raison de son grand succès, il est élargi après seulement deux ans sur 3 600 m2. D'autres magasins ouvrent en 1956 à Mannheim et Wiesbaden et en 1960 à Pforzheim.
Avec l'ouverture de nombreux magasins dans le sud-ouest de l'Allemagne, le siège s'installe à Karlsruhe en 1961.
En 1970 ouvre le premier magasin en libre-service à Karlsruhe. Dans les années 1980 et 1990, le principe s'étend aux autres magasins de la marque :  Mannheim, Wiesbaden, Ludwigsbourg, Fribourg-en-Brisgau, Dreieich et Eschborn.
Après la vente de Mann Mobilia GmbH en juillet 2005 à l'entreprise d'ameublement autrichienne XXXLutz, le siège de Mann Mobilia à Karlsruhe est fermé.
Le 1er février 2016, près de 90 employés du magasin de Mannheim font une grève spontanée puis sont empêchés de reprendre le travail par la société de sécurité. L'entreprise justifie ce traitement par un refus du déménagement du siège à Wurtzbourg. Dans les jours suivants, les procédures de licenciements sont annulées.

## Source de la traduction
- (de) Cet article est partiellement ou en totalité issu de l’article de Wikipédia en allemand intitulé « Mann Mobilia » (voir la liste des auteurs).